# 510 Mabella
510 Mabella
510 Mabella là một tiểu hành tinh ở vành đai chính. Nó được Raymond Smith Dugan
phát hiện ngày 20.5.1903 ở Heidelberg và được đặt theo tên Mabel Loomis Todd, con gái của nhà thiên văn học kiêm nhà toán học Elias Loomis, và là vợ của nhà thiên văn học David Peck Todd.